# 2012年ロンドンオリンピックのブータン選手団
2012年ロンドンオリンピックのブータン選手団（2012ねんロンドンオリンピックのブータンせんしゅだん）は、2012年7月27日から8月12日までイギリスのロンドンで開催されたロンドンオリンピックブータン選手団の名簿。

## 選手団
- 人員: 選手 2人
- 開会式旗手: Sherab Zam

## 種目別選手・スタッフ名簿及び成績

### アーチェリー
- Sherab Zam（女子個人）第1回戦敗退

### 射撃
- Kunzang Choden（女子エアライフル）予選敗退